# Běla Kolářová
Běla Kolářová (* 24. März 1923 in Terezín als Běla Helclová; † 12. April 2010 in Prag) war eine tschechische Künstlerin, die besonders mit Fotografien und Kollagen bekannt wurde. Typische Motive ihrer Fotografien und Bestandteile ihrer Assemblagen bilden alltägliche, scheinbar unbedeutende Dinge, oft kleine Gegenstände, die achtlos in die Hand genommen und ebenso weggeworfen werden. Ihre Arbeiten weisen Elemente von Neo-Dada und Einflüsse des Konstruktivismus auf.

## Leben
Běla Kolářová absolvierte 1941 eine Berufsausbildung und begann in einer Buchhandlung und Druckerei zu arbeiten. Nachdem der Betrieb 1943 durch die deutsche Besatzungsmacht geschlossen worden war, arbeitete sie in der Bata-Schuhfabrik in Zlín, und entging so der Verschleppung zur Zwangsarbeit in Deutschland. In Zlín lernte sie 1944 Jiří Kolář kennen, den sie 1949 heiratete und dessen Namen sie annahm. Von 1952 bis 1953 befand sich Jiří Kolář wegen eines kritischen Buchmanuskriptes für neun Monate in Haft, bis er bald nach Stalins Tod freigelassen wurde.
1956 erkrankte Běla Kolářová an Tuberkulose. Während eines längeren Sanatoriumaufenthaltes begann sie zu fotografieren. Dabei erkannte sie: „Die ganze Welt ist bereits fotografiert.“ Ihre ersten Arbeiten zeigen Aufnahmen von Spaziergängen in den Prager Stadtteilen Vršovice, Žižkov und Vinohrady, doch bald darauf verlegte sie sich auf das, was für sie als Motiv innerhalb der bereits fotografierten Welt übrigblieb: eben die unbeachteten Dinge, Haushaltsgegenstände, weggeworfene Kämme und Rasierklingen. Anfang der 1960er Jahre begann sie zusätzlich zur Fotografie mit der Herstellung von Kollagen und Assemblagen. 1962 nahm Kolářová erstmals an einer Gruppenausstellung teil, die im Kunstverein Mánes in Prag stattfand. 1966 hatte sie ihre erste Einzelausstellung in einer Galerie am Karlsplatz, kuratiert von Ludmila Vachtová. Nach der Niederschlagung des Prager Frühlings (in der Tschechoslowakei als „Normalisierung“ bezeichnet) konnte sie nicht mehr ausstellen. 1977 gehörte ihr Mann zu den Erstunterzeichnern der Charta 77.
Von 1978 bis 1979 verbrachte das Ehepaar einen Studienaufenthalt in West-Berlin, wo Jiří Kolář Stipendiat des DAAD-Künstlerprogramms war. In Abwesenheit wurde Jiří Kolář in der ČSSR wegen staatsfeindlicher Aktivitäten verurteilt. Nachdem ihnen die Rückreise in die ČSSR staatlicherseits verweigert wurde, gingen sie 1980 ins Exil nach Paris. Běla Kolářová besuchte 1981 Prag, um Angelegenheiten der Familie zu klären, durfte allerdings erst 1985 wieder nach Paris zu ihrem Mann zurückkehren. Nach der Samtenen Revolution Ende 1989 begann Kolářová, wieder Prag zu besuchen. 1999 zog sie von Paris wieder nach Prag zurück.
Kolářovás Werke, Fotografien und Assemblagen befinden sich unter anderem in den Sammlungen der Prager Nationalgalerie, dem Kunstgewerbemuseum in Prag und im Pariser Museum für Moderne Kunst.

## Ausstellungen (Auswahl)
- 2003: Běla Kolářová, Amos Anderson Art Museum, Helsinki (Einzelausstellung)
- 2004: The Sixties - Czech Visual Art of the 1960s, Haus der Kunst, Brno
- 2006: Běla Kolářová, Veletržní palác der Nationalgalerie Prag.[4] (Einzelausstellung)
- 2007: documenta 12, Kassel. Gezeigt wurde die Arbeit Bez názvu z cyklu Nádobí von 1966, eine Assemblage aus der Geschirr-Serie.[5]
- 2009: Gender Check - Rollenbilder in der Kunst Osteuropas, MUMOK Wien.[6]
- 2011: Běla Kolářová & Lucie Stahl, Kölnischer Kunstverein.[7]
- 2016: The Promise of Total Automation, Kunsthalle Wien.

## Veröffentlichungen
- Kolářová: Photographies 1956-1964. Editions Revue K, Alfortville 1989, ISBN 2-9502047-5-9.